# ブレネクユキコ
ブレネク ユキコは、アメリカ在住のフードデザイナー。

## 略歴
武蔵野美術短期大学卒業。（株）サンリオのキャラクターデザイナーを経て、子ども向けの菓子・料理の本を出版。
2000年に著者名が明記されている本としては最初のキャラ弁レシピ本を出版。その後2010年8月までにキャラ弁関係の著書だけで16冊を出版している。

## 主な出版物
- 『キャラクターいっぱいのおいしいおべんとう』（ブティック社）
- 『ディズニーキャラクターのおべんとう』（ブティック社）
- 『キャラクターいっぱいの楽しいおべんとう』（ブティック社）
- 『キャラクターいっぱいのかわいい通園おべんとう 』（ブティック社）
- 『かんたんお絵かきおべんとう』（ブティック社）
- 『キャラクターいっぱいのかわいいおべんとう 』（ブティック社）
- 『キャラクターいっぱいの手作りおべんとう』（ブティック社）
- 『園児のおべんとうレシピ』（ブティック社）
- 『手作りDecoチョコ―簡単!可愛い!』（ブティック社）
- 『キャラクターいっぱいのお菓子』（ブティック社）
- 『キャラクターいっぱいのおべんとう』（ブティック社）
- 『 キャラクターの通園おべんとう』（ブティック社）
- 『キャラクターいっぱいのかんたんおべんとう』（ブティック社）
- 『キャラクターいっぱいの園児のおべんとう』（ブティック社）[3]

## 注記
1. 1 2  ブレネクユキコ『キャラクターいっぱいのかわいい通園おべんとう』ブティック社、2010年。ISBN 4834758427。
2. ↑  現代の手作り弁当・その多様性と背景,北海道文教大学研究紀要,第35号,2011年3月
3. ↑  “本 › "ブレネクユキコ"”.   Amazon. 2012年9月12日閲覧。